# Rudsel Sint Jago
Rudsel Sint Jago – trener piłkarski z Bonaire.

## Kariera trenerska
Od 2012 do 2014 roku prowadził narodową reprezentację Bonaire.